# 1724
1724. је била проста година.

## Догађаји
- Википедија:Непознат датум — Отпочета градња најстарије сачуване зграде у Београду дело архитекте (Nikola Doksat de Morez) инжењер и пуковник аустријске војске. (*1728)

## Рођења

### Април
- 22. април — Имануел Кант, немачки филозоф. (*1804)

### Децембар
- 11. децембар — Карл Теодор, изборник Баварске